# Ngô thức Thái cực quyền
Ngô thức Thái cực quyền (tiếng Trung: 吳式太极拳), còn gọi là Ngô gia Thái cực quyền (吳家太极拳) hoặc Ngô thị Thái cực quyền (吴氏太极拳), là lưu phái Thái cực quyền của dòng họ Ngô, Trung Quốc, được truyền từ Dương thức Thái cực quyền, phát triển và chế biến ra mà thành.

## Lịch sử
Ngô thức Thái cực quyền ban đầu do một người Mãn tộc đã đổi sang họ Ngô là Ngô Toàn Hựu (Wu Ch'uan-yu hoặc Wu Quanyuo 吳全佑, 1834-1902) học từ Dương Lộ Thiền, sau truyền cho con là Ngô Giám Tuyền (Wu Chien-ch'uan 吳鑑泉, 1870-1942). Ngô Giám Tuyền tham bác thêm đường lối tiểu giá của Dương Ban Hầu, cải tiến và tu sửa hình thành một hệ phái với những đặc điểm riêng.

## Đặc điểm
Ngô thức Thái cực quyền nổi tiếng có những chiêu thức hóa giải mềm mại, động tác nhẹ nhàng linh hoạt tự nhiên, liên tục không ngừng. Quyền thức của dòng họ Ngô cũng sắc sảo gọn gàng nhưng không biểu lộ sự cố chấp. Động tác thôi thủ tinh tế kín đáo, giữ cái tịnh (thủ tịnh) không vọng động, dùng nhu hóa giải.

## Ngô thức Thái cực yếu lĩnh
Yếu lĩnh luyện tập Ngô thức Thái cực quyền được chia làm 3 giai đoạn và tùy mỗi giai đoạn sẽ có các phép tắc riêng.
Trong giai đoạn đầu tiên của quá trình luyện tập bài Thái cực quyền, không cần hỏi đã có hay không có luyện qua một loại võ thuật nào khác mà người tập ngay lập tức cần thiết nắm vững và thực hành 4 điểm quan trọng: khinh (nhẹ nhàng, không cần gắng sức phát lực), mạn (chậm rãi), viên (tròn trịa), vân (đều đặn).
Trong giai đoạn 2, khi người tập đã vượt qua cơ bản công, bắt đầu bước vào giai đoạn cần nắm vững 4 điểm: linh hoạt (lấy hình động tác để tìm sự linh hoạt, gọn gàng, tự do, hơi nhanh hơn giai đoạn 1); tùng tịnh (buông lỏng, lắng đọng, không gắng gượng mà để tự nhiên); hoàn chỉnh (phối hợp nhịp nhàng toàn thân thành một khối thống nhất); liên quán (quyền thức liên tiếp, xuyên suốt từ đầu đến cuối không gián đoạn).
Vượt qua hai giai đoạn sơ trung nói trên, ở người tập về phương diện động tác đã đạt sự hoàn thiện cơ sở, bắt đầu bước vào giai đoạn 3 với các yếu lĩnh tối cao gồm phân hư thực (nhanh chậm, cứng mềm, nặng nhẹ trong thủ-bộ-cước pháp v.v. đều phải hết sức chú tâm); điều hòa hô hấp (khí trầm đan điền, hơi thở liên quán với động tác, hô hấp thâm sâu, tự nhiên); dụng ý thức (dụng ý bất dụng lực, bình tĩnh lăng đọng); cầu hư tịnh (là công phu khó luyện nhất trong Thái cực quyền họ Ngô nhằm đạt cảnh giới tối cao "lấy tĩnh điều khiển động", "trong động tìm tĩnh" và "tuy động cũng như tĩnh").

## Bài quyền
Bài Thái cực quyền của dòng họ Ngô dưới đây với thứ tự và danh xưng động tác theo quyền thức của Ngô Giám Tuyền lúc về già.
| TT | Tên chiêu thức                                            | TT | Tên chiêu thức (tiếp)                                                      |
| -- | --------------------------------------------------------- | -- | -------------------------------------------------------------------------- |
| 1  | Dự bị thức Thức dự bị                                     | 44 | Bảo hổ quy sơn                                                             |
| 2  | Thái cực quyền khởi thức Thức khởi đầu Thái cực quyền     | 45 | Lãm tước vĩ                                                                |
| 3  | Lãm tước vĩ Vuốt đuôi chim công                           | 46 | Tà đơn tiên                                                                |
| 4  | Đơn tiên Một cây roi                                      | 47 | Dã mã phân tông Ngựa hoang lắc bờm                                         |
| 5  | Đề thủ thượng thế Thế nâng tay lên                        | 48 | Ngọc nữ xuyên thoa Thiếu nữ đưa thoi                                       |
| 6  | Bạch hạc lượng sí Hạc trắng xòe cánh                      | 49 | Lãm tước vĩ                                                                |
| 7  | Lâu tất ảo bộ Bước nghịch (tay) quét qua đầu gối          | 50 | Đơn tiên                                                                   |
| 8  | Thủ huy tỳ bà Tay gẩy đàn tỳ bà                           | 51 | Vân thủ                                                                    |
| 9  | Thượng bộ ban lan chùy Bước lên gạt ngăn giống như chặn   | 52 | Đơn tiên                                                                   |
| 10 | Như phong tự bế Giống như ngăn giống như chặn             | 53 | Hạ thế Thế hạ người xuống                                                  |
| 11 | Thập tự thủ Tay hình chữ "thập"                           | 54 | Kim kê độc lập Gà vàng đứng một chân                                       |
| 12 | Bảo hổ quy sơn Ôm cọp về núi                              | 55 | Đảo niện hầu                                                               |
| 13 | Lãm tước vĩ                                               | 56 | Tà phi thế                                                                 |
| 14 | Tà đơn tiên Một chiếc roi xéo                             | 57 | Đề thủ thượng thế                                                          |
| 15 | Chẩu để khán chùy Đáy chỏ nhìn tay đấm                    | 58 | Bạch hạc lượng sí                                                          |
| 16 | Đảo niện hầu Đuổi khỉ lui lại                             | 59 | Lâu tất ảo bộ                                                              |
| 17 | Tà phi thế Thế bay xéo                                    | 60 | Hải để châm                                                                |
| 18 | Đề thủ thượng thế                                         | 61 | Phiến thông bối                                                            |
| 19 | Bạch hạc lượng sí                                         | 62 | Phiết thân chùy                                                            |
| 20 | Lâu tất ảo bộ                                             | 63 | Thượng bộ ban lan chùy                                                     |
| 21 | Hải để châm Kim châm đáy biển                             | 64 | Thượng bộ lãm tước vĩ                                                      |
| 22 | Phiến thông bối Quạt mát lưng                             | 65 | Đơn tiên                                                                   |
| 23 | Phiết thân chùy Ném cái chùy                              | 66 | Vân thủ                                                                    |
| 24 | Tả bộ ban lan chùy Bước lui gạt tay đấm                   | 67 | Đơn tiên                                                                   |
| 25 | Thượng bộ lãm tước vĩ Bước lên vuốt đuôi chim             | 68 | Nghinh diện chưởng Chưởng đón mặt                                          |
| 26 | Đơn tiên                                                  | 69 | Chuyển thân thập tự bãi liên Xoay người (tay) chữ "thập" đá tạt lá sen     |
| 27 | Vân thủ '"Tay như mây (bay)                               | 70 | Lâu tất chỉ đáng chùy (Tay) quét đầu gối đánh vào bụng dưới                |
| 28 | Đơn tiên                                                  | 71 | Thượng bộ lãm tước vĩ                                                      |
| 29 | Cao thám mã Xoa đầu ngựa                                  | 72 | Đơn tiên                                                                   |
| 30 | Tả hữu phân cước Đá bằng mu bàn chân bên phải và bên trái | 73 | Hạ thế                                                                     |
| 31 | Chuyển thân đặng cước Xoay người đá bằng gót chân         | 74 | Thượng bộ thất tinh Bước lên bảy ngôi sao                                  |
| 32 | Tiến bộ tài chùy Bước lên cầm chùy                        | 75 | Thối bộ khóa hổ Bước lui cưỡi cọp                                          |
| 33 | Phiên thân phiết thân chùy Xoay người ném cái chùy        | 76 | Chuyển thân nghinh diện chưởng                                             |
| 34 | Thượng bộ cao thám mã                                     | 77 | Chuyển thân song bãi liên Xoay người hai tay (quét qua chân) đá tạt lá sen |
| 35 | Phi thân thích cước Dời người đá bằng mũi bàn chân        | 78 | Loan cung xạ hổ Kéo cung bắn hổ                                            |
| 36 | Thối bộ đả hổ Bước lui đánh cọp                           | 79 | Thượng bộ nghinh diện chưởng                                               |
| 37 | Nhị khởi cước Đứng lên đá lần thứ 2                       | 80 | Phiên thân phiết thân chùy                                                 |
| 38 | Song phong quán nhĩ Hai luồng gió thổi xuyên qua lỗ tai   | 81 | Thượng bộ cao thám mã                                                      |
| 39 | Phiên thân nhị khởi cước Xoay người đá lần thứ 2          | 82 | Thượng bộ lãm tước vĩ                                                      |
| 40 | Phiết thân chùy                                           | 83 | Đơn tiên                                                                   |
| 41 | Thượng bộ ban lan chùy                                    | 84 | Hợp Thái cực Hợp lại Thái cực                                              |
| 42 | Như phong tự bế                                           | 85 | Hợp thái cực                                                               |
| 43 | Thập tự thủ                                               |    |                                                                            |

## Kỹ thuật thôi thủ
Thôi thủ Thái cực quyền dòng họ Ngô bao gồm 5 điểm chính: "bất đỉnh", "bất đâu", "tiên cầu khai triển", "không được chuyển động bộ pháp trước", và "kình đoạn nhưng ý không đoạn".